# Tomsk
Tomsk (Em russo: Томск, transl. Tomsk) é uma cidade que serve de capital da província homônima, na Sibéria, Rússia. Localiza-se às margens do rio Tom. De acordo com o Censo de 2010, sua população é de cerca de 524.669 habitantes.
Tomsk é consderada umas das cidades mais antigas da Sibéria, celebrando seu 415º aniversário em 2019. A cidade é notável por seus centros educacionais e científicos com seis universidades públicas, mais 100.000 estudantes e a mais antiga universidade da Sibéria, a Universidade Estatal de Tomsk, possui um ramal da ferrovia Transsiberiana que atravessa o país de oeste a leste.

## História

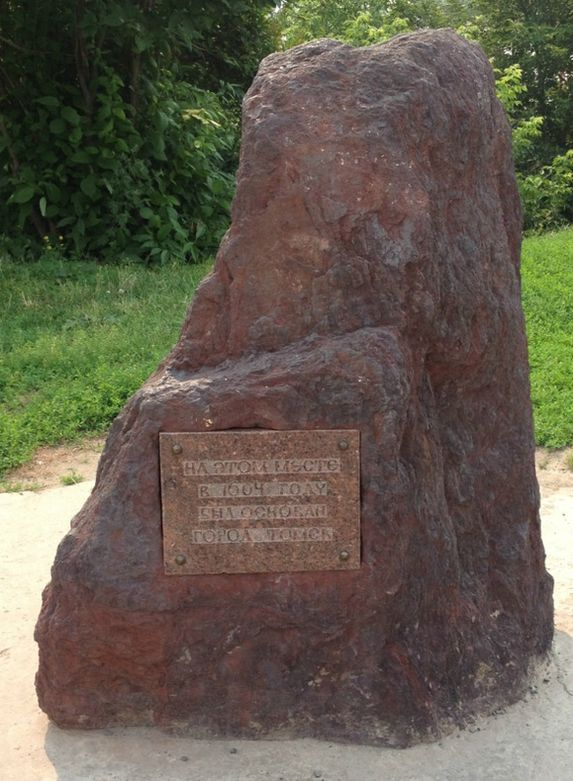
O marco "Onde Tomsk foi fundada" no Museu de História de Tomsk

Tomsk foi criada a partir de um decreto do czar Boris Godunov em 1604 após Toian, o tártaro que era duque de Eushta, requisitar a proteção do czar contra seus inimigos quirguizes. O czar enviou 200 cossacos sob o comando de Vasily Fomich Tyrkov e Gavriil Ivanovich Pisemsky para construir uma fortaleza às margens do rio Tom, que daria origem a atual cidade de Tomsk. Toian cedeu a terra para a fortificação ao czar.[15]
Em 1804 o governo do Império Russo escolheu Tomsk para ser a nova capital da província de Tomsk que incluiria as cidades modernas de Novosibirsk, Kemerovo e Krasnoyarsk, e também uma parte de território de Cazaquistão. O novo título trouxe o desenvolvimento e a cidade expandiu rapidamente.
A descoberta de ouro em 1830 levou a uma nova etapa de desenvolvimento no Século XIX; entretanto, quando nos anos 1890 a Ferrovia Transiberiana desviou de Tomsk em favor do povoado Novonikolaevsk (Novosibirsk), o progresso se direcionou ao sul para conectar com a ferrovia. Depois de algumas décadas, Novosibirsk ultrapassaria Tomsk no sentido da importância.
Na metade de Século XIX, 20% da populaçâo da cidade era composta por exilados. Entretanto, depois de alguns anos a cidade mudou sua filosofia e se tornou o centro educacional da Sibéria com o estabelecimento da Universidade Estatal de Tomsk fundada em 1878 e Universidade Politécnica de Tomsk fundada em 1896. No início da Segunda Guerra Mundial, um em cada doze habitantes da cidade era estudante, o que resultou no surgimento do apelido da cidade - Atenas da Sibéria.
Depois da Revolução Russa de 1917 a cidade se tornou um centro importante do movimento Branco liderado por Anatoly Pepelyayev e Maria Bochkareva entre outros. Depois da vitória do Exército Vermelho nos anos 20, autoridades soviéticas incorporaram Tomsk ao Krai da Sibéria Ocidental e depois ao oblast de Novosibirsk.
Como muitas cidades siberianas, Tomsk se tornou o novo lar de um grande número de indústrias realocadas da zona de guerra em 1941, o que resultou no crescimento da cidade e que convenceu o governo soviético estabelecer o novo oblast de Tomsk, com capital administativa em Tomsk.
Durante a Guerra Fria Tomsk se tornou mais uma entre o grande número de cidades fechadas designadas nas quais habitantes de outras regiões e especialmente estrangeiros não podiam entrar. Em 1949 as coisas ficaram mais complicadas com o estabelecimento de uma cidade secreta conhecida como Tomsk-7 (ou simplesmente Caixa Postal 5), 15 quilômetros a noroeste de Tomsk. A nova cidade se tornou a casa da Usina Nuclear de Tomsk (mais tarde renomeada Usina Nuclear Siberiana), que foi a primeira usina nuclear de escala industrial na URSS. Tomsk-7 recebeu status de município em 1956 e foi renomeada para Seversk em 1992.

## Status administrativo e municipal
Tomsk é o centro administrativo do oblast e, no âmbito da divisão administrativa, é também o centro administrativo do distrito de Tomsk, mesmo sem ser parte dele.
Tomsk é divida em quatro bairros: Кировский (Kirovsky), Ленинский (Leninsky), Октябрьский (Oktyabrsky) e Советский (Sovietsky).

## Clima
Tomsk tem um clima continental úmido (classificação climática de Köppen Dfb) escapando por pouco da classificação subártica. A temperatura média anual é de +0,87 °C. Os invernos são longos e severos. A menor temperatura registrada foi de -55 °C em janeiro de 1931. No entanto, a temperatura média em janeiro gira entre entre -21 °C e -13 °C. A temperatura média em julho é de +18,7 °C. A precipitação total anual é de 568 mm. Em 2006, Tomsk experimentou o que pode ter sido seu primeiro vento com força do furacão já registrado, que derrubou árvores e casas já danificadas.
| Dados climáticos para Tomsk      | Dados climáticos para Tomsk | Dados climáticos para Tomsk | Dados climáticos para Tomsk | Dados climáticos para Tomsk | Dados climáticos para Tomsk | Dados climáticos para Tomsk | Dados climáticos para Tomsk | Dados climáticos para Tomsk | Dados climáticos para Tomsk | Dados climáticos para Tomsk | Dados climáticos para Tomsk | Dados climáticos para Tomsk | Dados climáticos para Tomsk |
| Mês                              | Jan                         | Fev                         | Mar                         | Abr                         | Mai                         | Jun                         | Jul                         | Ago                         | Set                         | Out                         | Nov                         | Dez                         | Ano                         |
| -------------------------------- | --------------------------- | --------------------------- | --------------------------- | --------------------------- | --------------------------- | --------------------------- | --------------------------- | --------------------------- | --------------------------- | --------------------------- | --------------------------- | --------------------------- | --------------------------- |
| Recorde alta °C (°F)             | 3.7 (38.7)                  | 7.1 (44.8)                  | 17.7 (63.9)                 | 26.5 (79.7)                 | 34.4 (93.9)                 | 34.7 (94.5)                 | 35.1 (95.2)                 | 33.8 (92.8)                 | 31.7 (89.1)                 | 25.1 (77.2)                 | 11.6 (52.9)                 | 6.5 (43.7)                  | 35.1 (95.2)                 |
| Média alta °C (°F)               | −13 (9)                     | −9.6 (14.7)                 | −1.1 (30)                   | 7.0 (44.6)                  | 17.5 (63.5)                 | 22.3 (72.1)                 | 24.8 (76.6)                 | 21.7 (71.1)                 | 14.4 (57.9)                 | 6.0 (42.8)                  | −4.7 (23.5)                 | −11.1 (12)                  | 6.2 (43.2)                  |
| Média diária °C (°F)             | −17.1 (1.2)                 | −14.7 (5.5)                 | −7 (19)                     | 1.3 (34.3)                  | 10.4 (50.7)                 | 15.9 (60.6)                 | 18.7 (65.7)                 | 15.7 (60.3)                 | 9.0 (48.2)                  | 1.7 (35.1)                  | −8.3 (17.1)                 | −15.1 (4.8)                 | 0.9 (33.6)                  |
| Média baixa °C (°F)              | −20.9 (−5.6)                | −18.9 (−2)                  | −12 (10)                    | −3.3 (26.1)                 | 4.7 (40.5)                  | 10.5 (50.9)                 | 13.7 (56.7)                 | 11.0 (51.8)                 | 5.1 (41.2)                  | −1.4 (29.5)                 | −11.4 (11.5)                | −18.9 (−2)                  | −3.5 (25.7)                 |
| Recorde baixa °C (°F)            | −55 (−67)                   | −51.3 (−60.3)               | −42.4 (−44.3)               | −31.1 (−24)                 | −17.5 (0.5)                 | −3.5 (25.7)                 | 1.5 (34.7)                  | −1.6 (29.1)                 | −8.1 (17.4)                 | −29.1 (−20.4)               | −48.3 (−54.9)               | −50 (−58)                   | −55 (−67)                   |
| Média precipitação mm (pol.)     | 35 (1.38)                   | 24 (0.94)                   | 25 (0.98)                   | 33 (1.3)                    | 41 (1.61)                   | 60 (2.36)                   | 75 (2.95)                   | 67 (2.64)                   | 50 (1.97)                   | 56 (2.2)                    | 52 (2.05)                   | 49 (1.93)                   | 567 (22.32)                 |
| Média de dias chuvosos           | 0.3                         | 0.3                         | 2                           | 12                          | 16                          | 17                          | 17                          | 17                          | 19                          | 15                          | 5                           | 1                           | 122                         |
| Média de dias ensolarados        | 23                          | 21                          | 17                          | 13                          | 4                           | 0.3                         | 0                           | 0                           | 2                           | 14                          | 22                          | 26                          | 142                         |
| Média umidade relativa (%)       | 81                          | 78                          | 72                          | 65                          | 61                          | 70                          | 76                          | 79                          | 79                          | 80                          | 83                          | 82                          | 76                          |
| Média mensal horas de sol        | 57                          | 104                         | 169                         | 224                         | 258                         | 314                         | 316                         | 253                         | 171                         | 86                          | 51                          | 41                          | 2 044                       |
| Source #1: Pogoda.ru.net         |                             |                             |                             |                             |                             |                             |                             |                             |                             |                             |                             |                             |                             |
| Source #2: NOAA (sun, 1961–1990) |                             |                             |                             |                             |                             |                             |                             |                             |                             |                             |                             |                             |                             |

## Política

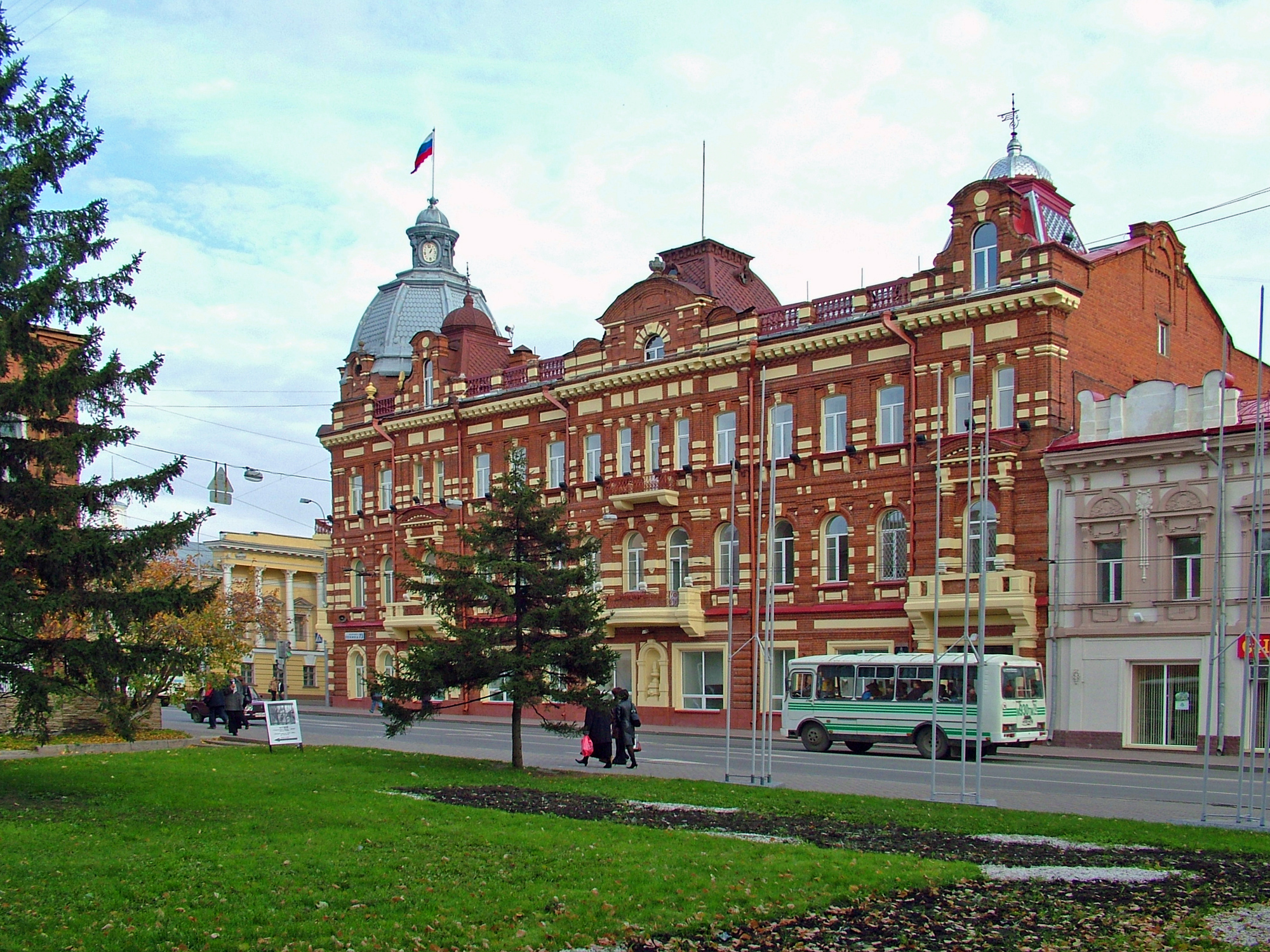
Prédio da administração da cidade de Tomsk

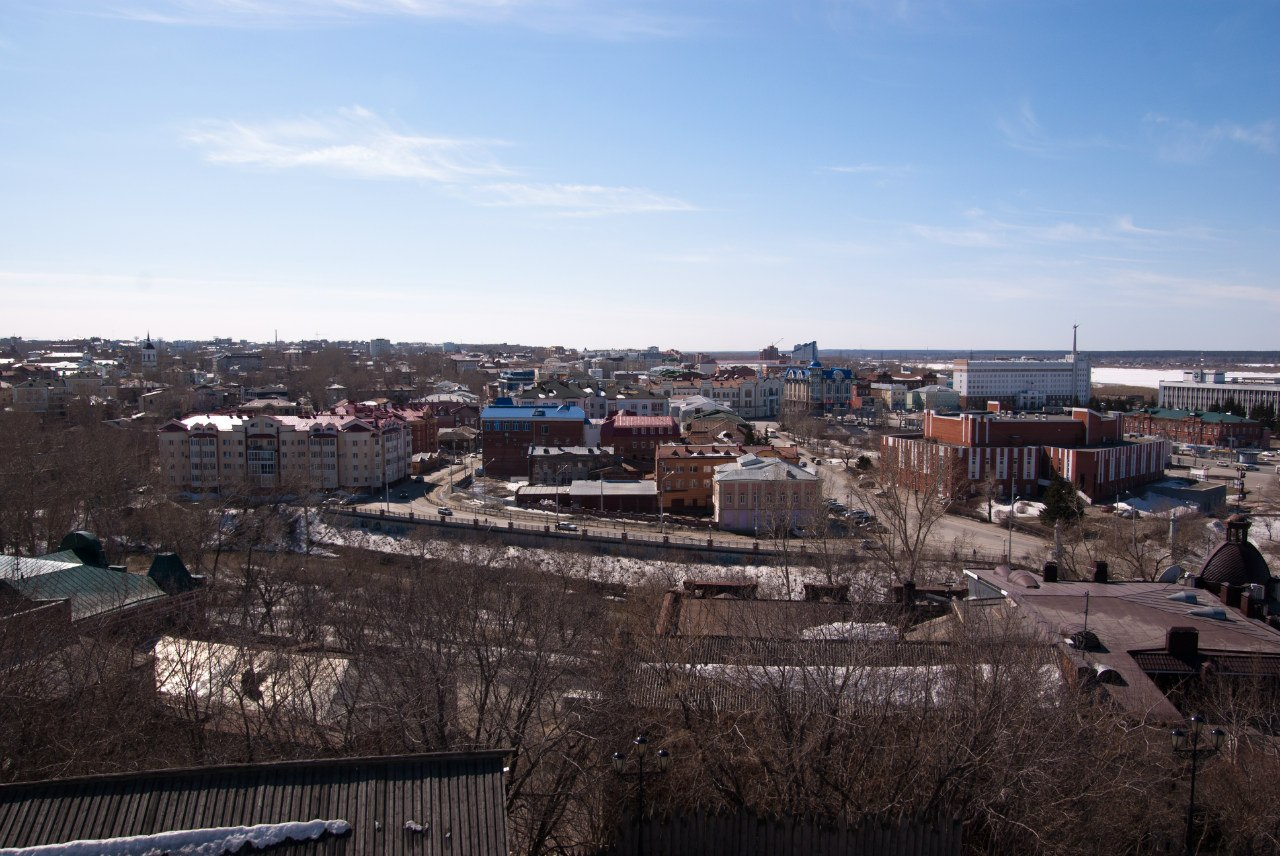
Tomsk, vista da torre de observação dos bombeiros

Tomsk é governada por um prefeito e uma Duma de 33 membros. O atual prefeito, nomeado em 2013, é Ivan Klyayn, um membro do partido Rússia Unida.
Dos 33 membros, 16 são eleitos a partir dos oito distritos dois mandatos, enquanto 17 são escolhidos por listas de partidos.
Nas eleições locais de outubro de 2005, esperava-se que o Rússia Unida obtivesse para uma sólida vitória; no entanto, o Pensioners Party apresentou uma forte votação. A contagem final foi (representação proporcional):
- 19.42% — 5 cadeiras — Partido dos Aposentados Russos
- 17.85% — 5 cadeiras — Rússia Unida
- 9.95% — 3 cadeiras — Partido Comunista da Federação Russa
- 8.57% — 2 cadeiras — coalizão União das Forças de Direita/Yabloko
- 7.77% — 2 cadeiras — Partido Democrático Liberal da Rússia
- 14.67% — Contra todos os candidatos

Segundos mandatos
- 10 cadeiras — Sem afiliação partidária
- 4 cadeiras — Rússia Unida
- 1 cadeira — Partido dos Aposentados Russos
- 1 cadeira — Partido Democrático Liberal da Rússia

## Economia

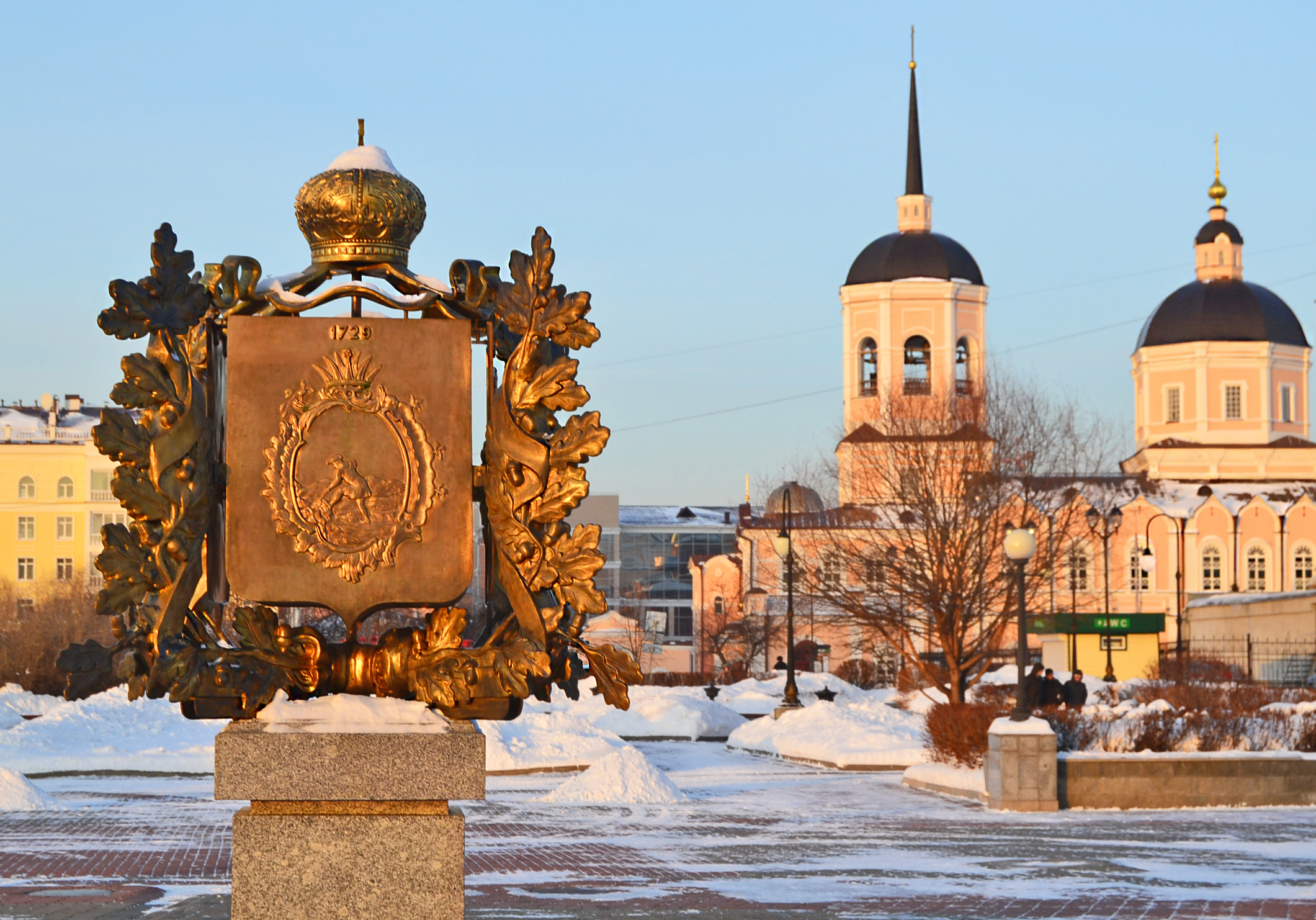
Praça Lênin em Tomsk

### Geração de energia
Tomsk tem a rede elétrica mais antiga da Sibéria. Existem três estações de energia na cidade:
1. TEC-1 (aberta em 1 de janeiro de 1896)
2. GRES-2 (aberta em 28 de maio de 1945)
3. TEC-3 (aberta em 29 de outubro de 1988)

Tomsk consome mais energia elétrica do que produz. A maior parte da energia elétrica e térmica da cidade é produzida pelas usinas GRES-2 (281 MWt) e TEC-3 (140 MWt), pertencentes à  Tomskenergo Inc. Tomsk recebe energia suplementar de Seversk.

## Transporte
Rede de estradas:
- ramo norte da M53;
- estrada R 398 para Kolpashevo;
- estrada R 400 para Mariinsk;

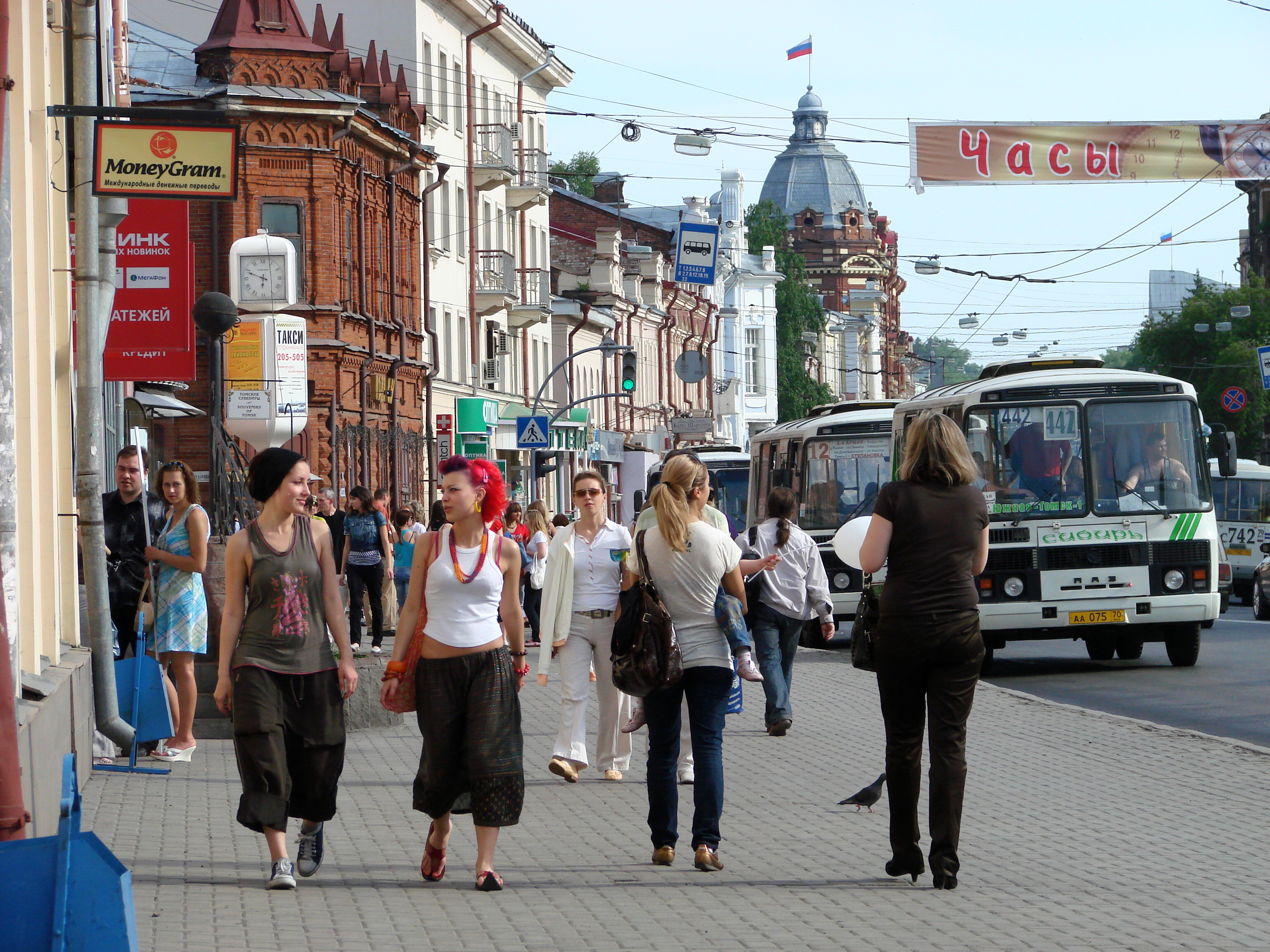
Avenida Lênin em Tomsk

- Estrada de latitude norte Perm—Surgut—Tomsk (em construção).

Há também um porto comercial e de passageiros no rio Tom.
A cidade é servida pelo Aeroporto Bogashevo.

#### Ferrovias
Tomsk é um pequeno centro ferroviário que está situado na linha Tayga-Bely Yar (sucursal de Tomsk) da Ferrovia Transiberiana.
A principal linha da ferrovia Transsiberiana, construída em 1896, passa 50 km ao sul de Tomsk e a contorna. O acesso de Tomsk à estrada de ferro transiberiana está disponível através da cidade de Tayga. Uma linha trilho regional liga Tomsk a Tayga.
A Tomsk Railway existia como uma entidade independente até 1961. Atualmente, a linha de Tomsk pertence à West-Siberian Railway, filial da Ferrovias Russas. Os trens ligam Tomsk a Anapa, Asino, Barnaul, Bely Yar, Moscou, Novokirsk, Novosibirsk, Sochi e Tayga

#### Transporte público
A parte principal do transporte suburbano e urbano é fornecida por marshrutkas (táxis coletivos), principalmente o micro-ônibus PAZ, que atendem a cerca de quarenta rotas.
Além disso, a cidade tem onze rotas de ônibus propriamento ditos, oito linhas de trólebus (construídas em 1967) e cinco linhas de bonde (construídas em 1949). Táxis privados também estão prontamente disponíveis.

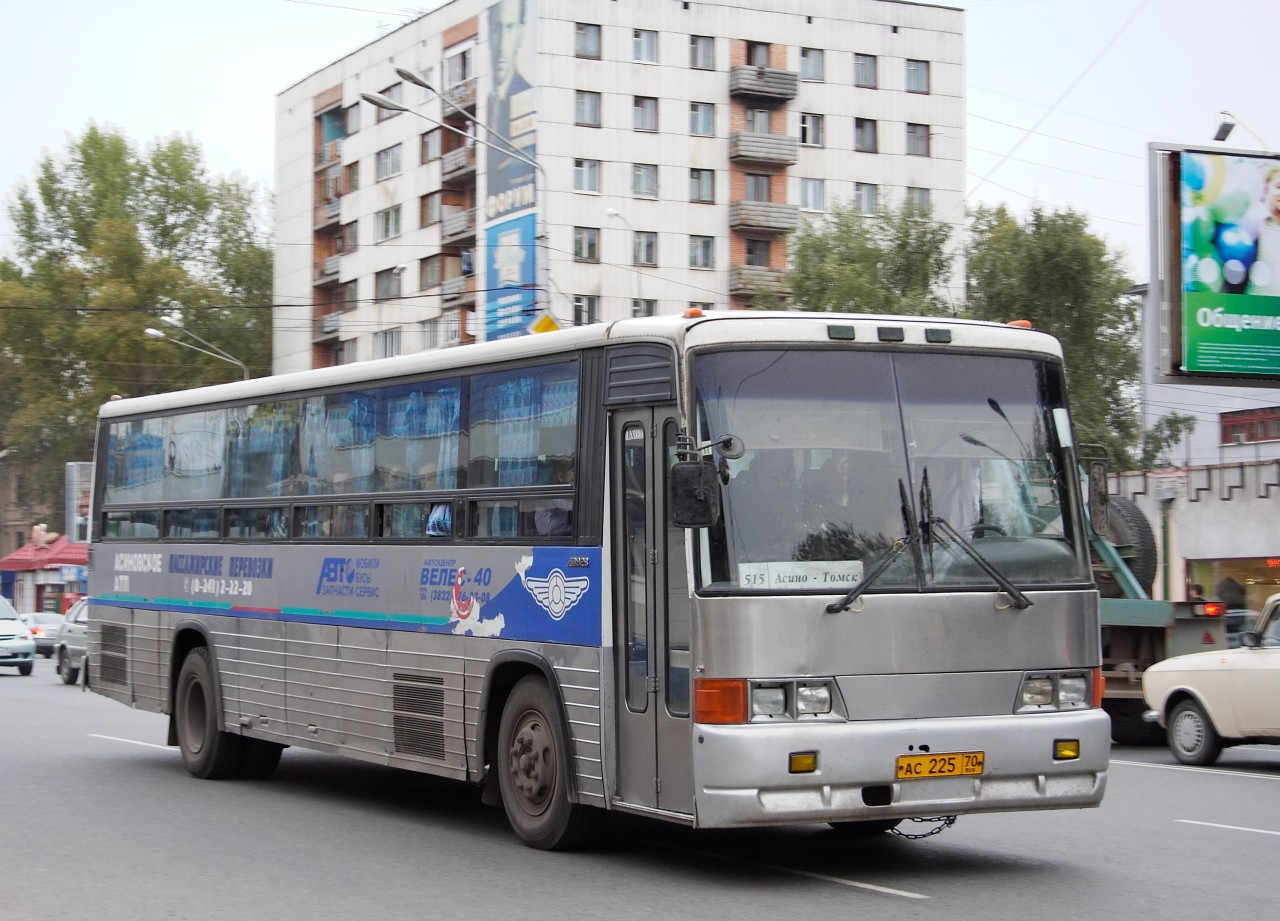
Asia AM928
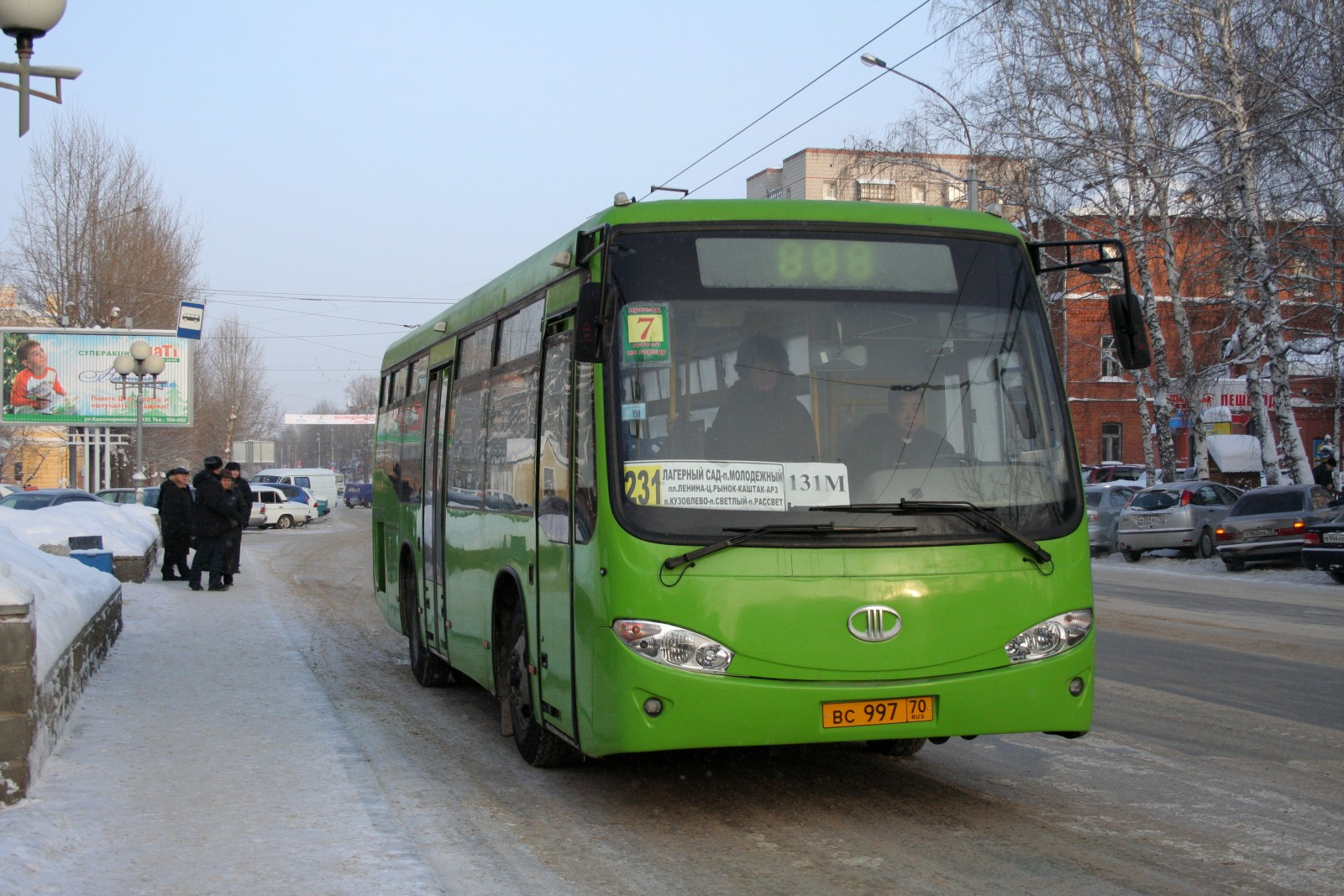
Mudan MD6106
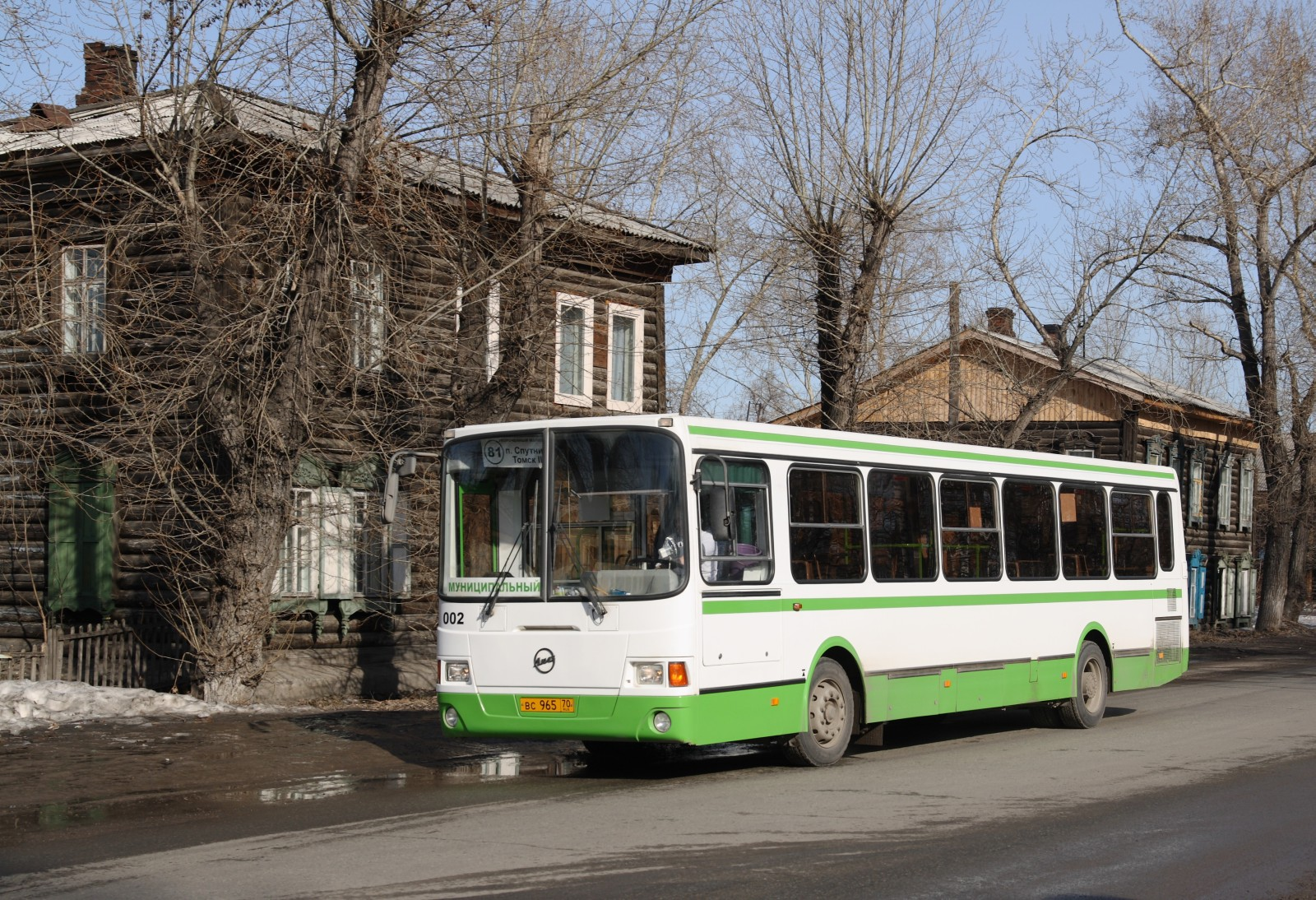
LiAZ-5256
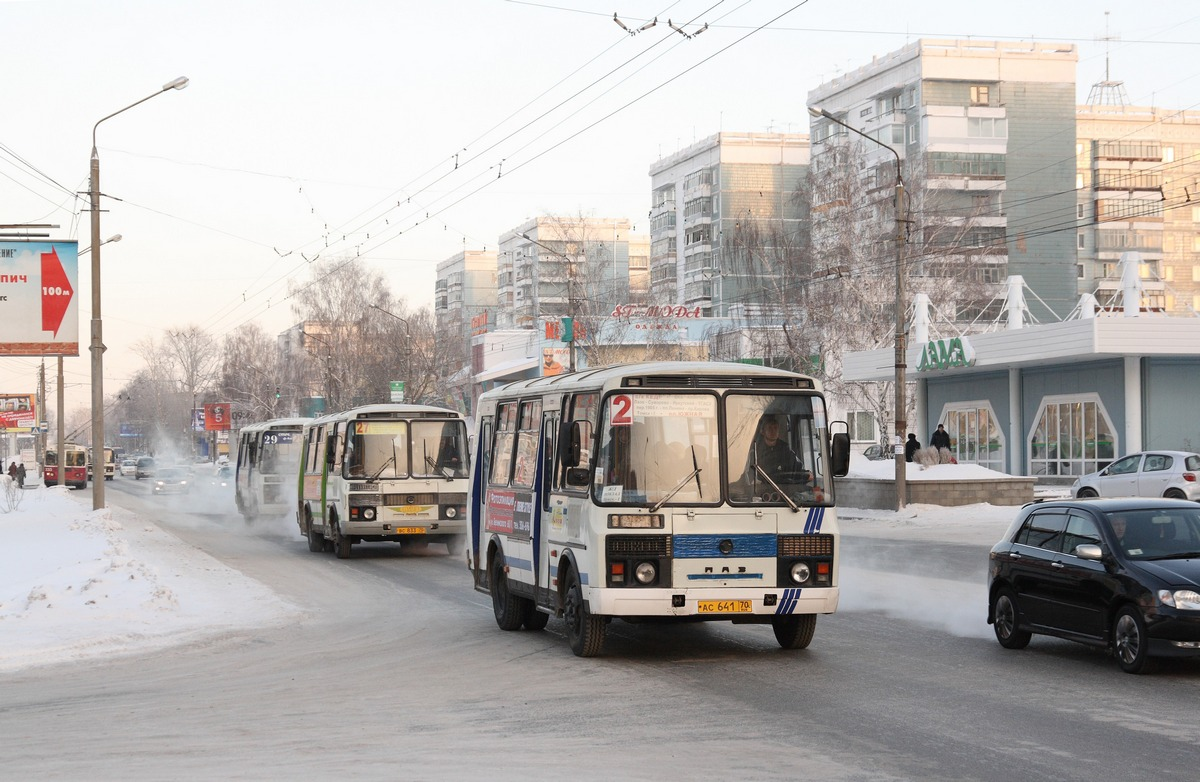
PAZ-3205
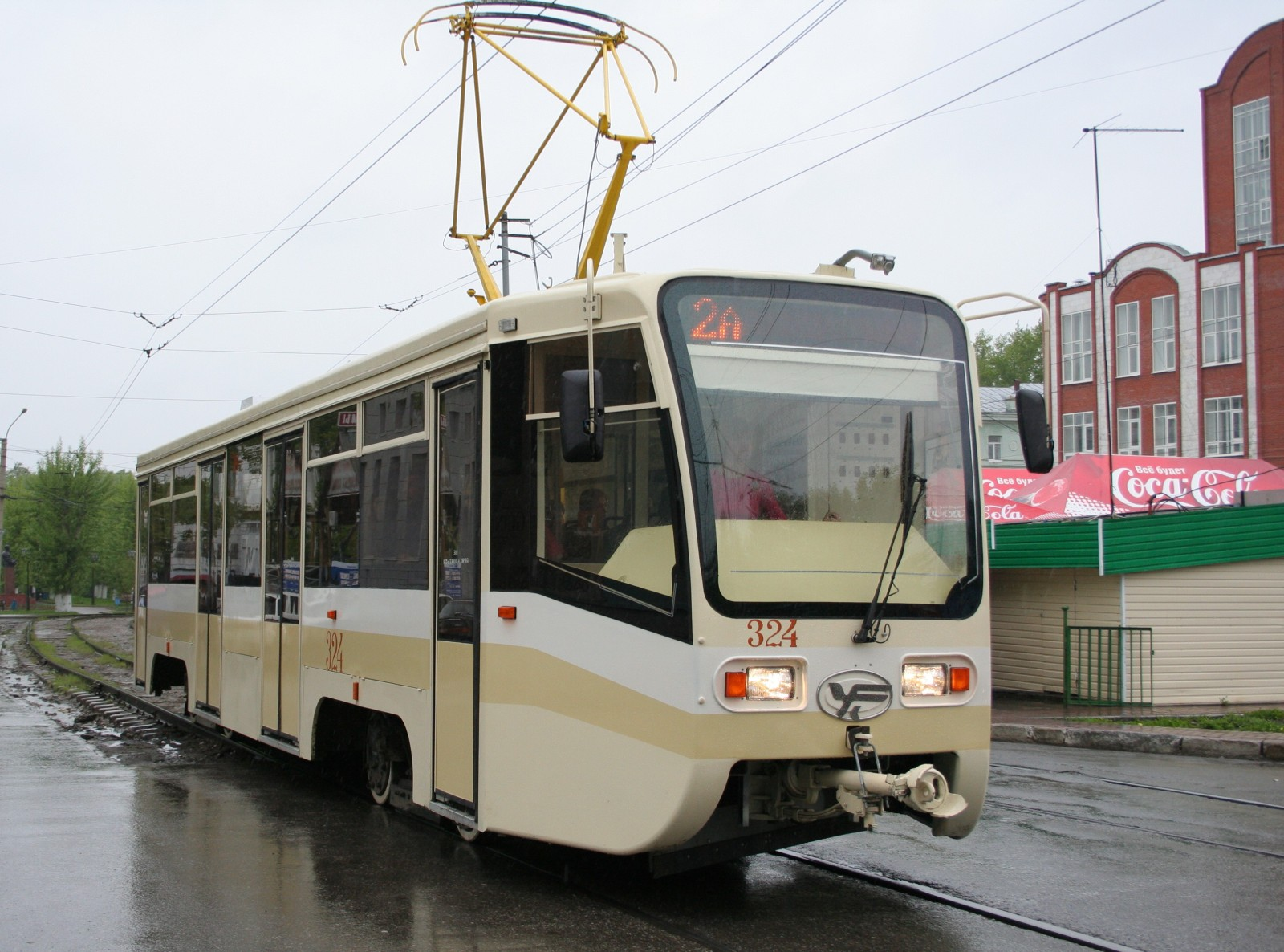
Bonde KTM-19 (71-619KT)
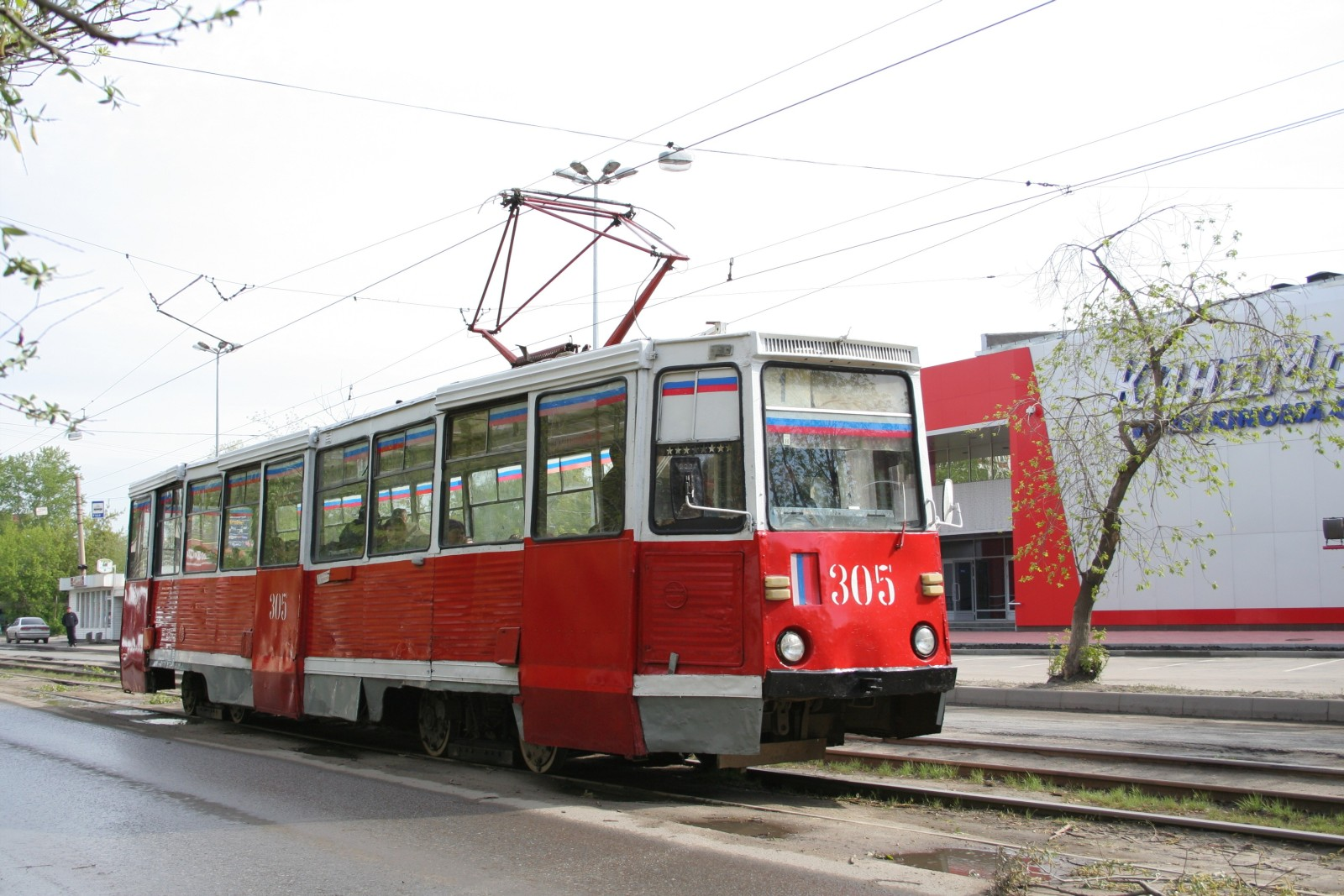
Bonde KTM-5M3 (71-605)
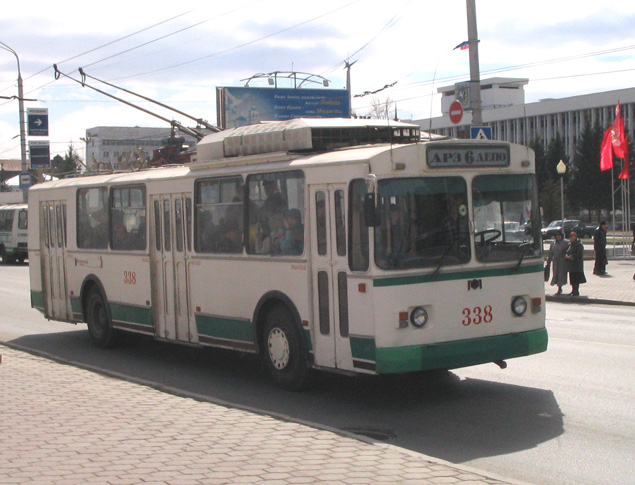
Trólebus de Tomsk
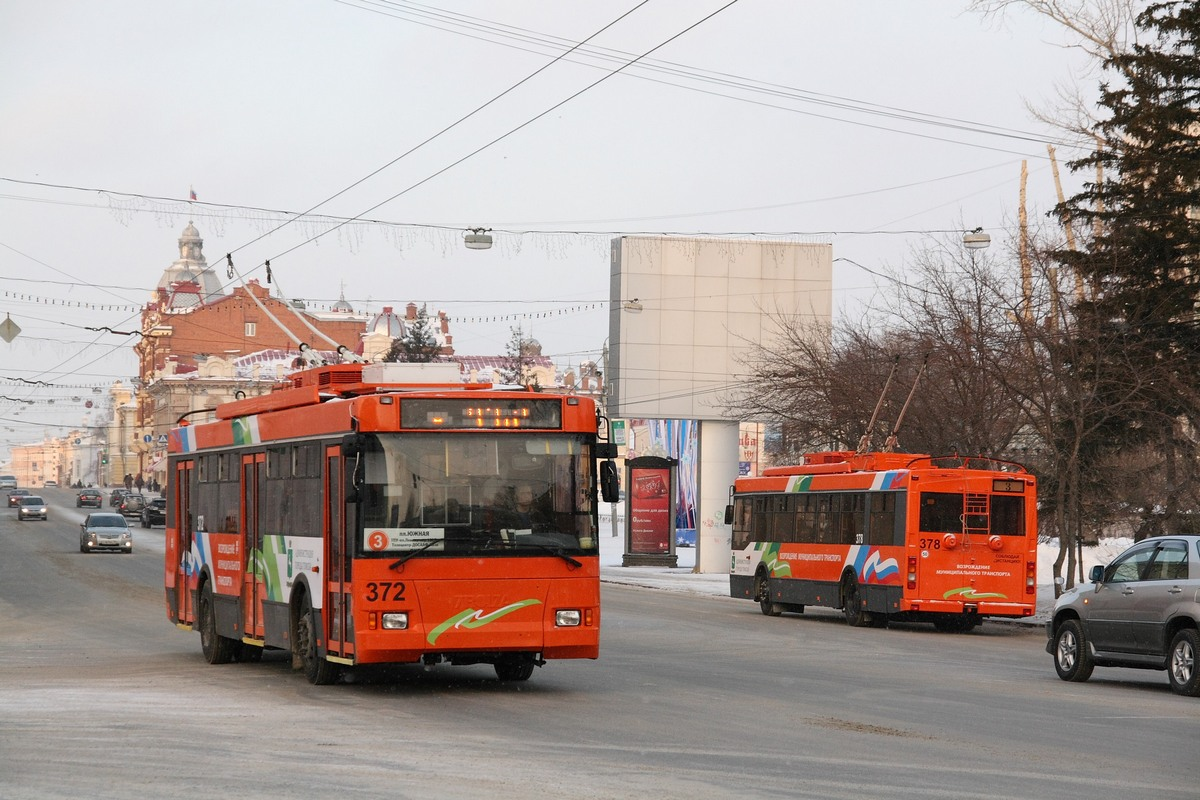
Trólebus Trolza
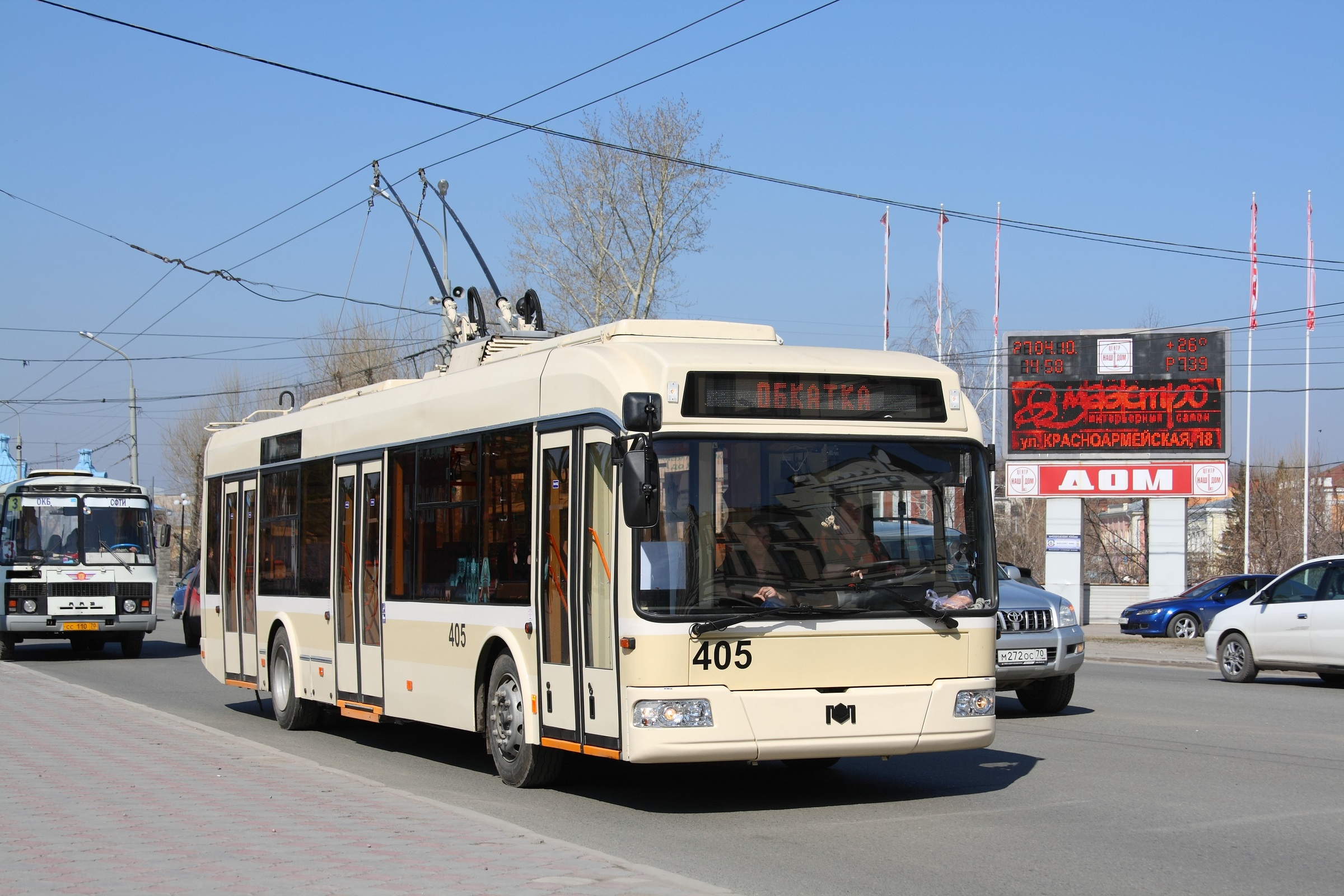
Trólebus de piso baixo AKSM-321

#### Transporte aéreo
Tomsk é servida pelo Aeroporto Bogashevo (TOF). Além de voos comerciais regulares, ele também recebe voos charter operados pela UTair e pela Alrosa Mirny Air Enterprise.

## Educação

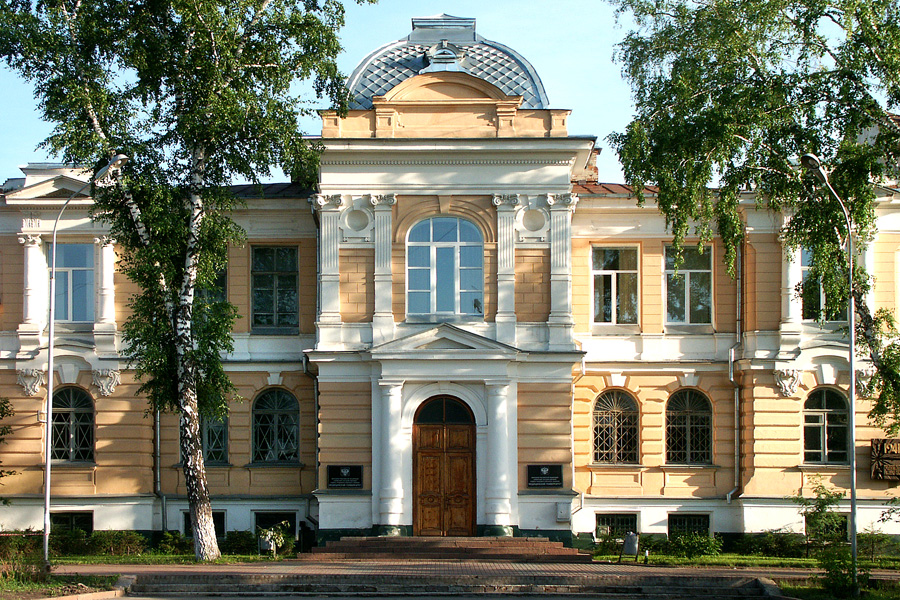
Universidade Siberiana Estatal de Medicina

Tomsk possui um alto número de instituições proeminentes de educação superior, incluindo:
- Universidade Estatal de Tomsk é a mais antiga universidade da Sibéria (fundada em 1878, aberta em 1888). Os arquivos da biblioteca da Universidade Estatal de Tomsk estão entre os maiores da Rússia.
- Universidade Politécnica de Tomsk, fundada em 1896 e aberta em 1900 é a mais antiga universidade técnica da Sibéria.
- Universidade Siberiana Estatal de Medicina, uma das mais antigas e altamente qualificadas escolas médicas na Rússia.
- Universidade Peagógica Estatal de Tomsk
- Universidade Estatal de Arquitetura e Construção de Tomsk
- Universidade Estatal de Controle de Sistemas e Radioeletrônica de Tomsk
- Universidade de Economia e Lei de Tomsk
- Instituto de Negócios de Tomsk
- Ramo Siberiano do Instituto de Petróleo, Geologia e Geofísica da RAN
- Ramo Siberiano do Instituto de Petróleo e Química da RAN
- Ramo Siberiano do Instituto de Sistemas de Monitoramento Climático e Ecologia da RAN
- Centro Técnico-Científico Republicano no Instituto de Ciência Física e Materiais Pesados
- Ramo Siberiano do Instituto de Ótica Atmosférica da RAN
- Ramo Siberiano do Instituto de Electrônica da RAN
- Instituto de Ciência Física e Materiais Pesados

Um vasto número de instituições de ensino na cidade contribuiu para fazer de Tomsk um importante centro para a indústria de TI da Rússia. Tomsk foi uma das primeiras cidades na Rússia a ter acesso à Internet, disponível já no início dos anos 90 devido a subsídios recebidos por universidades e cooperação científica.

## Cultura
Tomsk tem muitas instituições culturais locais, incluindo vários teatros de drama, bem como um teatro infantil e um teatro de fantoches. Os principais locais de concertos na cidade incluem o Palácio de Concertos do Conservatório e o Palácio de Esportes de Tomsk. A cidade também possui centros culturais dedicados às línguas e culturas alemã, polonesa e tártara.
Um dos teatros proeminentes da cidade foi destruído em um ato de terrorismo em 1905. O Teatro Korolevsky (construído entre 1884 e 1885) estava sendo usado por um grupo de revolucionários comunistas quando foi atacado e incendiado por membros do Movimento dos Cem Negros, uma organização nacionalista linha-dura. Aqueles que escaparam das chamas foram mortos por membros dos Cem Negros que esperavam do lado de fora do teatro. As estimativas colocam o número de vítimas entre 200 e 1000.
Há uma série de museus em Tomsk dedicados a vários assuntos, principalmente arte, história local e escultura em madeira. Há também um Museu da Opressão, localizado em uma antiga masmorra da KGB, localizado na Avenida Lênin. A Unversidade Estatal de Tomsk tem vários pequenos museus com exposições de arqueologia, paleontologia e zoologia, além de um herbário e um jardim botânico.
Como em muitas outras cidades da antiga União Soviética, o governo revolucionário destruiu várias igrejas antigas na cidade, incluindo duas que existiam desde o Século XVII. Entretanto, Tomsk conseguiu salvar algumas delas, transformando-as em oficinas mecânicas, armazéns, arquivos e até mesmo em edifícios residenciais. Desde o fim da era comunista, algumas dessas igrejas foram reformadas e devolvidas às suas congregações.
Tomsk é bem conhecida por sua intrincada decoração de casas tradicionais de madeira na região. PPorém, o número de casas antigas neste estilo está diminuindo devido ao redesenvolvimento ou ao fato de algumas delas pegarem fogo, já que as estruturas têm pouca ou nenhuma proteção contra incêndio.
Tomsk tem muitos meios de comunicação locais, incluindo a estação de televisão TV2 (Tomsk), desligada pelas autoridades e transformada em um meio de TV pela Internet, as estações de rádio Radio Siberia e Echo of Moscow em Tomsk, juntamente com vários jornais (Tomskaya Nedelya, Krasnoye Znamya e Vechernii Tomsk).
Em abril de 2006, Tomsk recebeu a atenção da mídia internacional por ser a sede de uma importante cúpula sobre cooperação econômica, realizada na cidade entre o presidente russo Vladimir Putin e a chanceler alemã Angela Merkel. A cúpula ocorreu na Universidade Estatal de Tomsk.
Tomsk foi o nome dado pela autora infantil Elizabeth Beresford a um de seus personagens fictícios The Wombles, todos os quais receberam nomes de lugares.

## Cidadãos notáveis

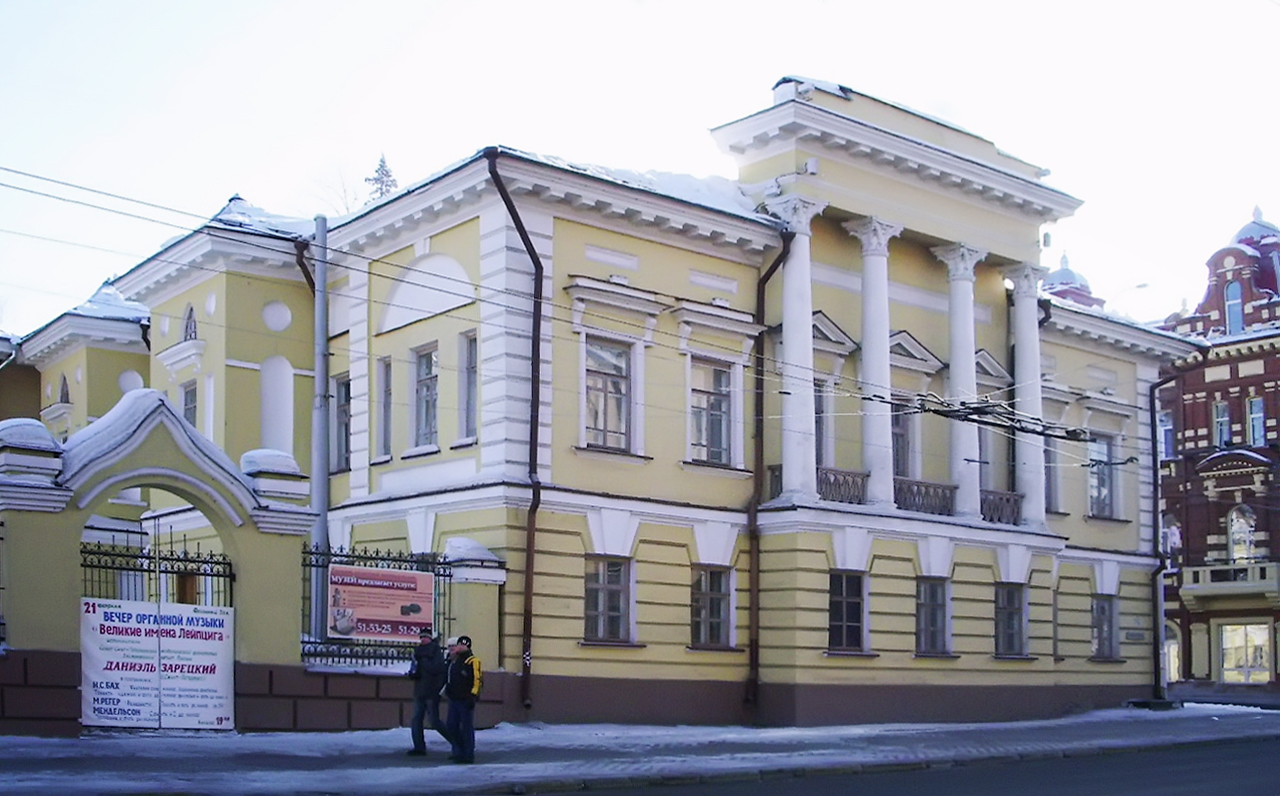
Museu de Estudos Regionais de Tomsk e Hall do Órgão da Filarmônica

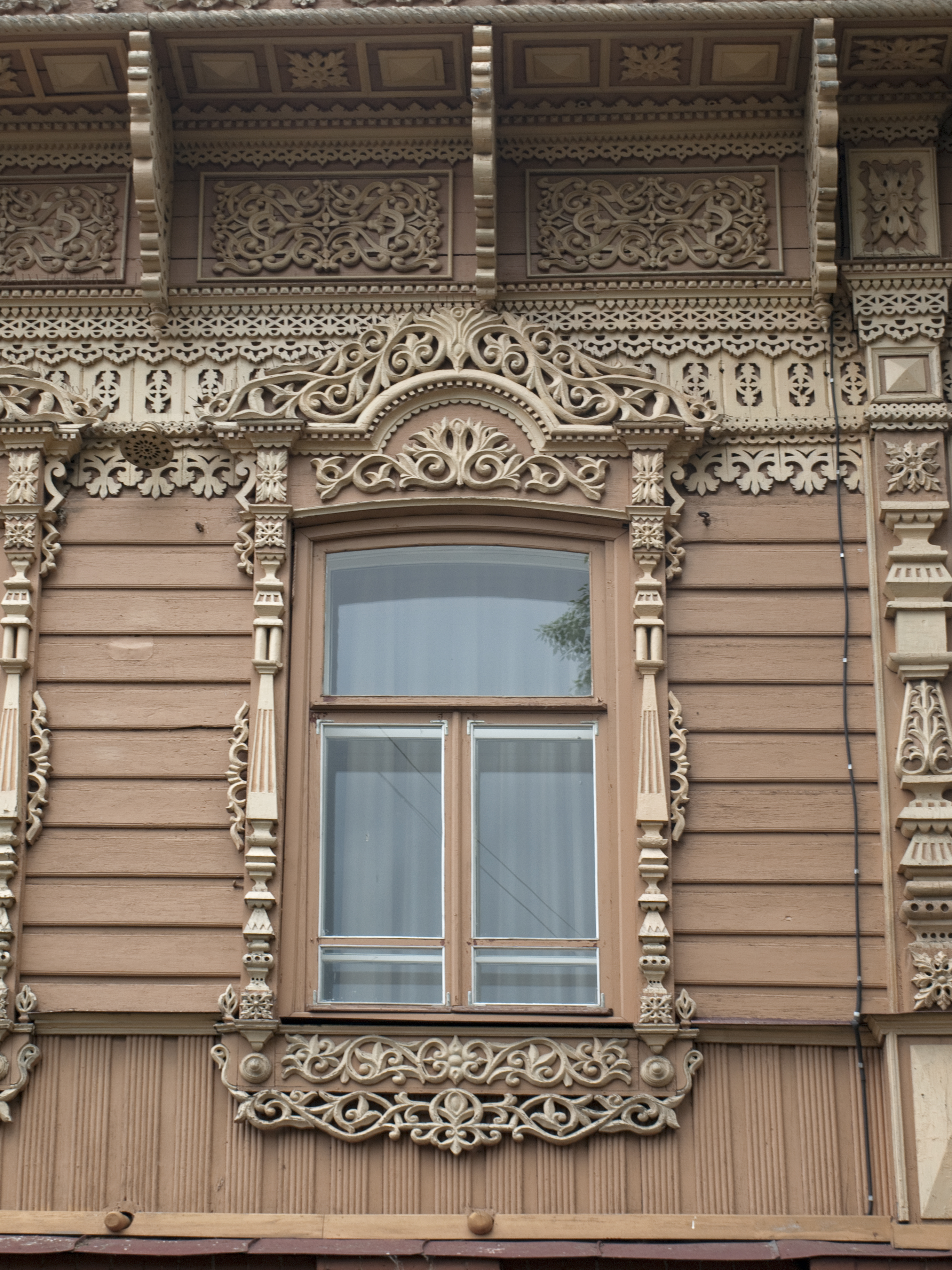
Exemplo de entalhe em madeira na arquitetura de madeira de Tomsk

- Mikhail Bakunin (1814-1876), anarquista
- Serguei Kirov (1886-1934), estadista
- Maria Bochkareva (1889-1920), soldado
- Nicolai Burdenko (1876-1946), cirurgião
- Edison Denisov (1929-1996), músico
- Sasha Kaun (1985), ex-jogador de basquete
- Nikolai Rukavishnikov (1932-2002), cosmonauta
- Vladimir Korolenko (1853-1921), escritor
- Egor Ligatchov (1920), estadista
- Abram Petrovich Gannibal (1696-1781), general
- Leonid Govorov, Marechal da União Soviética
- Nikolai Borschevsky, jogador de hockey
- Nikolai Erdman, dramaturgo
- Murat Kamaletdinov, geólogo
- Nikolay Kamov, engenheiro
- Theodor Molien, matemático
- Nikolai Klyuev, poeta
- Mikhail Mil (1909-1970), designer de helicópteros
- Nikolai Nikitin (1907-1973), engenheiro
- Vladimir Obruchev  (1863-1956), cientista
- Anatoly Pepelyayev (1891-1938), general
- Grigory Potanin, geógrafo
- Alexander Radishchev, escritor, filósofo
- Gustav Shpet, filósofo
- Pyotr Sobolevsky, ator
- Konstantin Staniukovich, escritor
- Kanysh Satbayev, geólogo
- Herzl Yankl Tsam, militar
- Mikhail Usov, geólogo
- Alexander Volkov, escritor
- Lyubov Yegorova (1966), esquiadora olímpica cross-country
- Yakov Yurovsky (1878-1938), bolchevique

## Esporte
A cidade de Tomsk é a sede da equipe de futebol FC Tom Tomsk que manda seus jogos no Estádio Trud e que atualmente disputa a segunda divisão do Campeonato Russo de Futebol.

## Cidades-irmãs
Tomsk é geminada com:
- Monroe, Michigan, Estados Unidos (1995)[6]
- Toledo, Ohio, Estados Unidos (1995)[7]
- Tbilisi, Geórgia (2002)[8]
- Ulsan, Cidade Metropolitana, Coreia do Sul (2003)[9]
- Novorossiysk, Krai de Krasnodar, Rússia (2008)[10]
- Smolensk, Oblast de Smolensk, Rússia (2009)[11]
- Aracaju, Sergipe, Brasil